# Camichín de Jauja
Camichín de Juaja es una localidad mexicana situada en el estado de Nayarit, dentro del municipio de Tepic.